# Suomusjärvi (sjö i Salo, Egentliga Finland)
Suomusjärvi är en sjö i kommunen Salo i landskapet Egentliga Finland i Finland. Sjön ligger 61,6 meter över havet. Arean är 56 hektar och strandlinjen är 6,18 kilometer lång. Sjön  ingår i Kisko ås och Bjärnå å huvudavrinningsområde.   Den ligger omkring 76 kilometer öster om Åbo och omkring 73 kilometer väster om Helsingfors. 